# Expansió romana a Itàlia

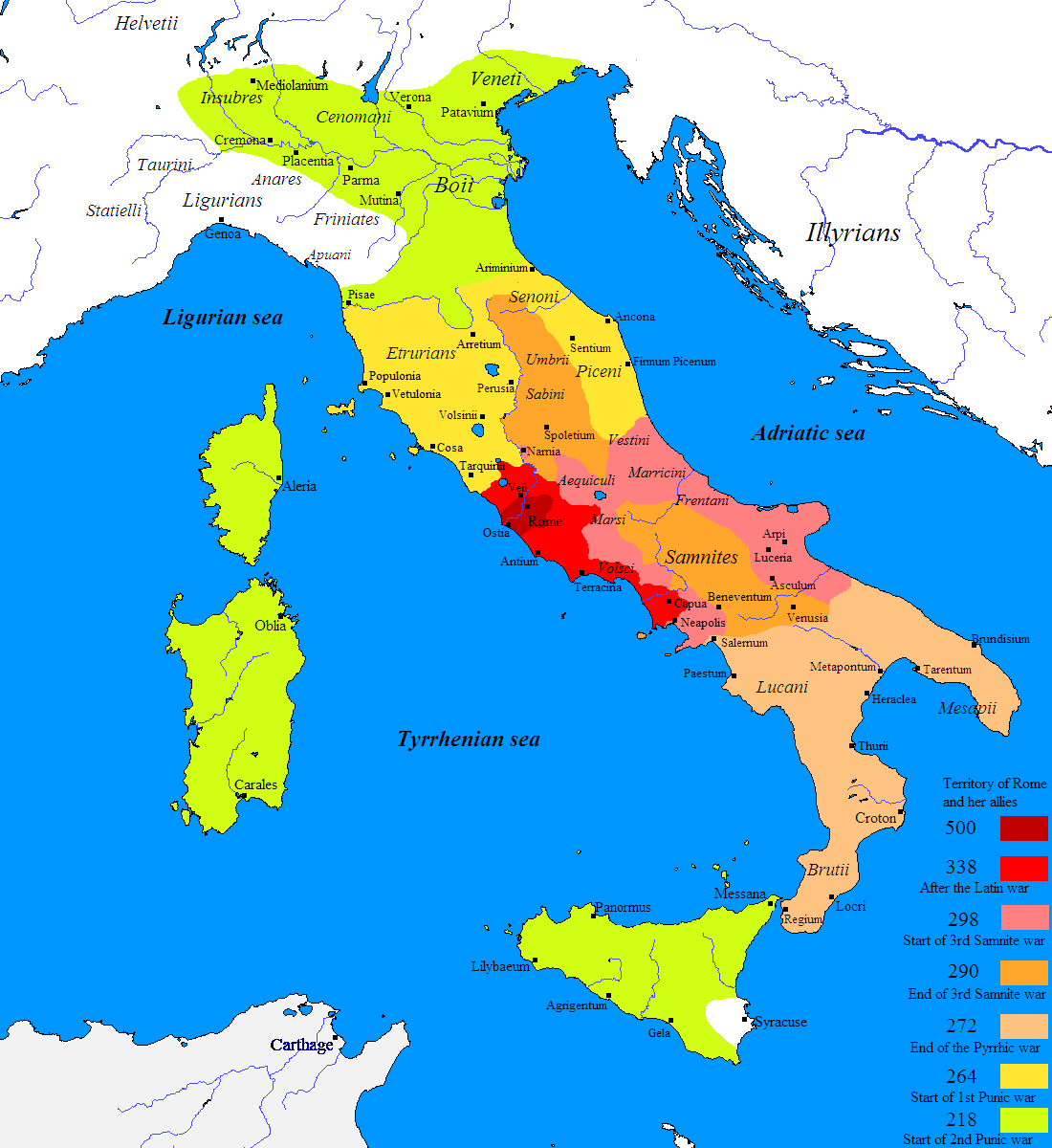
Expansió romana fins al 264 aC. Sicília, Còrsega, Sardenya i la Gàl·lia Cisalpina van ser afegits més tard, però no es consideraven parts d'Itàlia a l'època de la seva conquesta.

L'expansió romana a Itàlia es refereix a una sèrie de conflictes amb què Roma, en la primera etapa republicana —entre el 509 aC i el 264 aC— va passar de ser una petita ciutat-Estat llatina a governar tota la península itàlica, sotmetent i federant als altres pobles itàlics i unificant tots els seus territoris peninsulars sota el nombre d'Itàlia, la qual, a partir d'aquell moment, es va tornar el territori metropolità de la mateixa Roma.
La tradició romana atribueix als reis romans la primera guerra contra els sabins i les primeres conquestes al voltant dels massís Albà i al llarg de la costa de Laci. El naixement de la República romana, després de la deposició dels monarques etruscs el 509 aC, va iniciar una sèrie de guerres entre els romans i els etruscs. El 390 aC, els celtes del nord d'Itàlia van saquejar Roma. A la segona part del segle IV a. Roma va xocar repetidament amb els samnites, una poderosa coalició tribal de la regió centre-meridional dels Apenins.
Per acabar aquestes guerres, Roma s'havia tornat l'Estat més poderós al centre d'Itàlia, i es va començar a expandir tant pel nord com pel sud de la península. L'última amenaça a l'hegemonia romana a Itàlia va passar durant les guerres pírriques, quan la ciutat italiota de Tàrent va reclutar Pirros per lluitar al sud d'Itàlia (a la llavors Magna Grècia). La resistència a Etrúria va ser derrotada per fi el 264 aC, el mateix any que la Primera Guerra Púnica va esclatar traient les forces romanes fora de la península itàlica per primera vegada i permetent que, després del finalitzar la guerra, l'Estat romà conquerís els territoris de les quals es van tornar les primeres províncies romanes, és a dir, els primers territoris romans situats fora d'Itàlia.